# Спас Златая Риза
«Спас Златая Риза» — икона византийского происхождения с изображением Спаса на престоле, первоначальная живопись которой датируется XI веком. Икона поновлялась в XV—XVI веках. В 1700 году была практически полностью переписана царским изографом Кириллом Улановым. Своё название «Златая Риза» икона получила от ныне утраченного сплошного серебряного позолоченного оклада, который украшал её.

## История
Икона происходит из новгородского Софийского собора. В 1528 году митрополитом Макарием вместе с другими древними иконами была помещена в местном ряду иконостаса напротив митрополичьего места. Была привезена в Москву в 1570 году Иваном Грозным, собиравшим в столице древние образы. В 1572 году в Новгород была прислана её копия.
В иконостас Успенского собора Московского Кремля икона была помещена в 1655 году патриархом Никоном по совету антиохийского патриарха Макария. Икона начала пользоваться особым почитанием благодаря преданию, связывавшему её с императором Мануилом I Комнином, которому приписывали её авторство. Согласно ему, из-за того, что император разгневался на священника, Христос на иконе изменил традиционный благословляющий жест правой руки и указал ей на раскрытое Евангелие. От этого предания икона получила своё второе название «Мануилов Спас». Данное предание об императоре Мануиле Никон использовал как один из аргументов для доказательства своего тезиса, что «священство превыше царства».
В 1700 году царский изограф Кирилл Уланов практически полностью переписал древний византийский образ. На лике и руках Иисуса Христа сохранились лишь отдельные фрагменты живописи XV–XVI веков. От первоначальной живописи XI века ничего не сохранилось. Кирилл Уланов, пытаясь сохранить древнюю иконографию, повторил особенность жеста правой руки Иисуса Христа, но при этом детально расписал золотым ассистом его одежды, чтобы они отвечали названию образа. По мнению Э. С. Смирновой, живопись на иконе полностью повторяет иконографию XI века.
В настоящее время икона находится в местном ряду иконостаса Успенского собора Кремля, справа от царских врат — в том месте, куда её поместил патриарх Никон.

## Иконография
Икона «Спас Златая Риза» (как и икона «Апостолы Пётр и Павел») имеет иконографию, неизвестную по другим византийским иконам, и, вероятно, была создана специально для Руси около 1050 года, когда было завершено строительство Софийского собора в Новгороде.
Иисус изображён во фронтальной позе, сидящим на троне, украшенном резьбой. Фронтальная поза, симметрично сведённые ноги Иисуса и архаичная прямоугольная форма спинки трона свидетельствуют о древнем происхождении образа. В левую руку помещено раскрытое Евангелие, а пальцы правой руки указывают на его строки, написанные на греческом, — «Я свет миру; кто последует за Мною, тот не будет ходить во тьме, но будет иметь свет жизни» (Ин. 8:12). Под ногами Христа в качестве подножия изначально были помещены престолы, изображённые в виде крылатых колес, но после подновления живописи они были заменены традиционным подножьем (оригинальное изображение сохранилось на уменьшенной копии иконы, сделанной Кириллом Улановым в 1670 году).